# Itami
Itami (japanska: 伊丹市  ?, Itami-shi) är en japansk stad i östra Hyōgo prefektur på gränsen till Osaka prefektur. Staden fick stadsrättigheter 1940. 
Större delen av  Itami Kūkō, officiellt Ōsaka Kokusai Kūkō, Osaka internationella flygplats, ligger i Itami. Dock ligger terminalbyggnaderna i grannstaden Toyonaka i Osaka prefektur. Flygplatsen har numera huvudsakligen inrikes trafik.